# КК Црвена звезда сезона 1947/48.
Сезона 1947/48. КК Црвена звезда обухвата све резултате и остале информације везане за наступ Црвене звезде у сезони 1947/48. С обзиром да се цело првенство играло по турнирском систему у Београду, ова сезона се у ствари односи само на 1948. годину.

## Тим
| бр     | бр     | Позиција | Име                    | Националност                                     | Напомене             |
| ------ | ------ | -------- | ---------------------- | ------------------------------------------------ | -------------------- |
|        |        |          | Небојша Поповић        | Социјалистичка Федеративна Република Југославија | истовремено и тренер |
|        |        |          | Срђан Калембер         | Социјалистичка Федеративна Република Југославија |                      |
|        |        |          | Ладислав Демшар        | Социјалистичка Федеративна Република Југославија |                      |
|        |        |          | Александар Гец         | Социјалистичка Федеративна Република Југославија |                      |
|        |        |          | Борислав Станковић     | Социјалистичка Федеративна Република Југославија |                      |
|        |        |          | Александар Николић     | Социјалистичка Федеративна Република Југославија |                      |
|        |        |          | Милан Бјегојевић       | Социјалистичка Федеративна Република Југославија |                      |
|        |        |          | Милан Благојевић       | Социјалистичка Федеративна Република Југославија |                      |
|        |        |          | Страхиња Алагић        | Социјалистичка Федеративна Република Југославија |                      |
|        |        |          | Милорад Соколовић      | Социјалистичка Федеративна Република Југославија |                      |
|        |        |          | Драган Гоџић           | Социјалистичка Федеративна Република Југославија |                      |
|        |        |          | Рaде Јовановић         | Социјалистичка Федеративна Република Југославија |                      |
|        |        |          | Ђорђе Лазић            | Социјалистичка Федеративна Република Југославија |                      |
|        |        |          | Христофор Димитријевић | Социјалистичка Федеративна Република Југославија |                      |
|        |        |          | Василије Стојковић     | Социјалистичка Федеративна Република Југославија |                      |
| Тренер | Тренер | Тренер   | Небојша Поповић        | Социјалистичка Федеративна Република Југославија |                      |

## Првенство Југославије
|    | Тим               | Игр. | Поб. | Пор. | П+  | П-  | Бод |
| -- | ----------------- | ---- | ---- | ---- | --- | --- | --- |
| 1. | Црвена звезда     | 5    | 4    | 1    | 229 | 145 | 8   |
| 2. | Пролетер Зрењанин | 5    | 4    | 1    | 196 | 156 | 8   |
| 3. | Јединство Загреб  | 5    | 3    | 2    | 188 | 182 | 6   |
| 4. | Енотност Љубљана  | 5    | 2    | 3    | 151 | 200 | 4   |
| 5. | Младост Загреб    | 5    | 1    | 4    | 142 | 163 | 2   |
| 6. | Металац Београд   | 5    | 1    | 4    | 138 | 198 | 2   |